# Notochelys platynota
Notochelys platynota је гмизавац из реда корњача.

## Угроженост
Ова врста се сматра рањивом у погледу угрожености врсте од изумирања.

## Распрострањење
Врста је присутна у Брунеју, Вијетнаму, Индонезији, Малезији и Тајланду.

## Станиште
Станиште врсте су слатководна подручја.